# Crocidura cinderella
Crocidura cinderella , musaraña cenicienta, es una especie de mamífero soricomorfo de la familia Soricidae que habita una franja occidental de África, desde Senegal hasta Níger.
Fue descrita por primera vez por Oldfield Thomas en 1911 basándose en un ejemplar capturado en la localidad de Gemenjulla, Gambia francesa.
Se encuentra en Senegal, Gambia, el sur de Mauritania, Malí, Níger y posiblemente también en Burkina Faso.
Aparece catalogada en la Lista Roja de la UICN como «LC, preocupación menor» debido a su amplia distribución y a que sus poblaciones no parecen estar disminuyendo, a pesar de que no se conocen más que individuos aislados que hacen pensar que sea una especie rara. Su hábitat, sabana sudanesa occidental de sotobosque de arbustos y hierbas de acacias, tampoco se está reduciendo como para integrarla en otra categoría.